# 校倉造

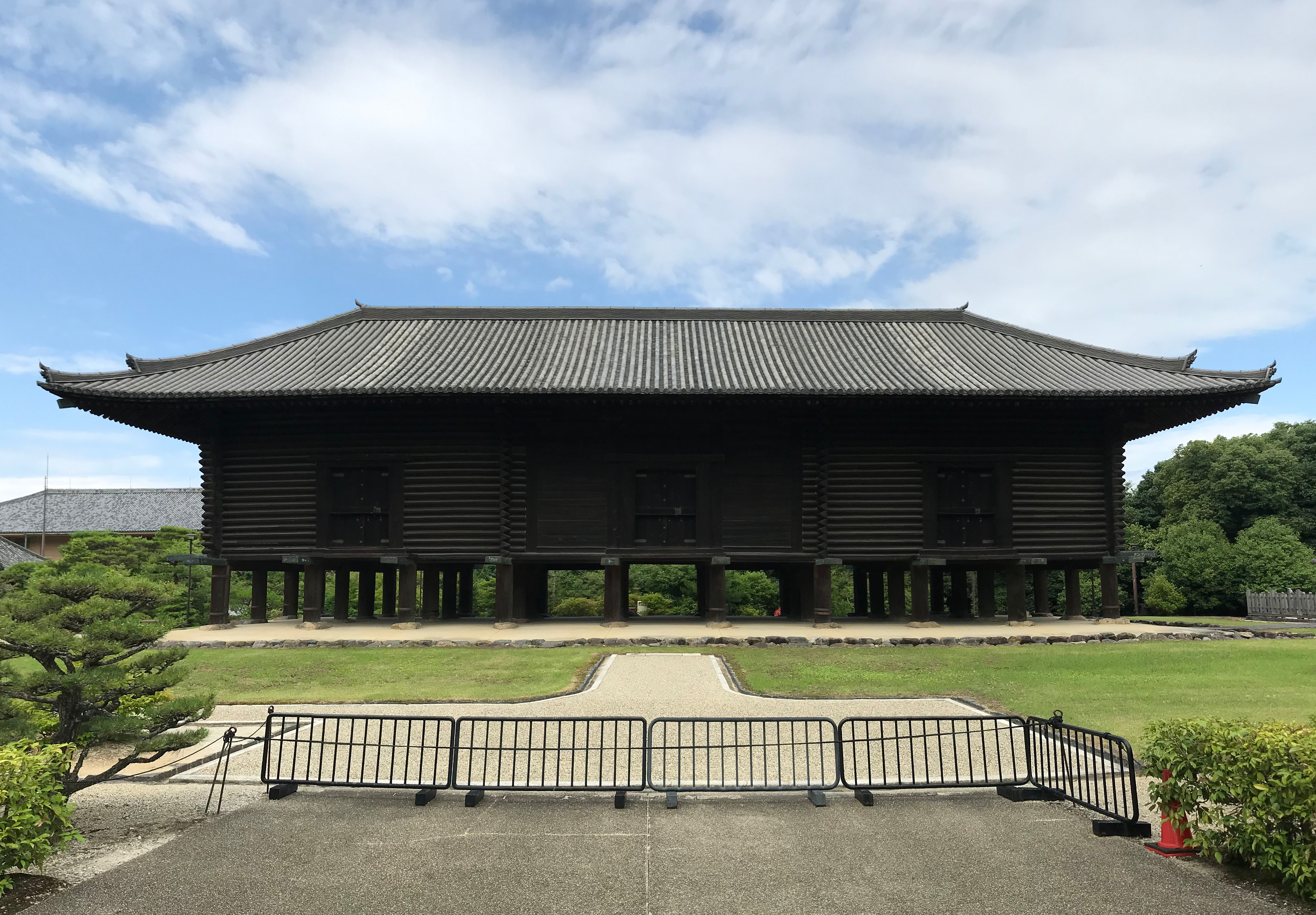
正倉院正倉（奈良県奈良市）。

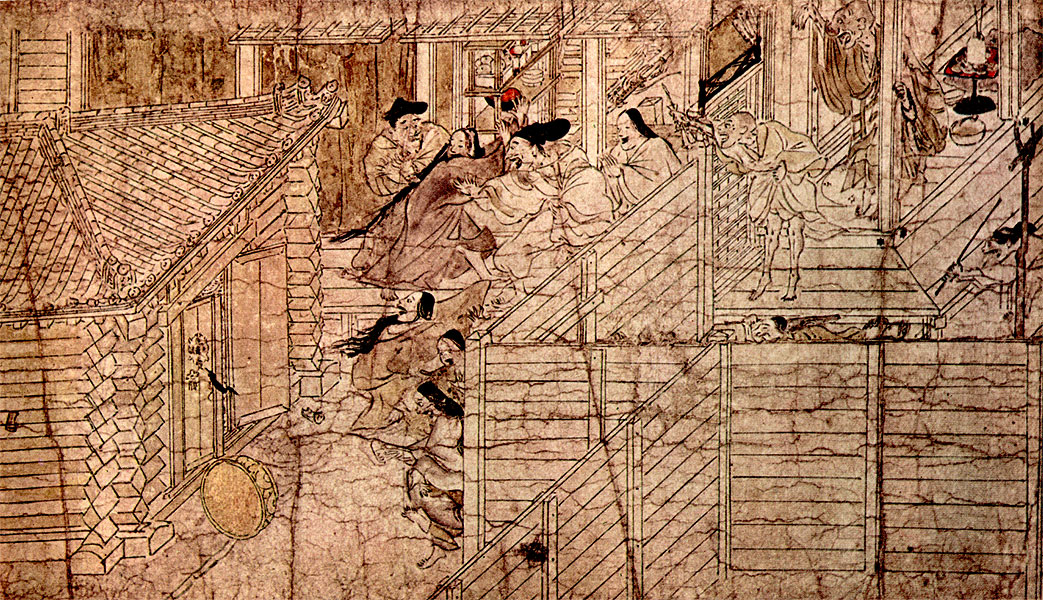
『信貴山縁起絵巻』「山崎長者の巻」に描かれた校倉造の倉（左）。この倉は、床を柱で浮かせた高床建物ではなく、土台建物と考えられている。

校倉造（あぜくらづくり）は、古代から近世にかけての日本で建てられた、伝統的な倉庫の建築様式である。寺社（寺院・神社）の宝物や経典などを納める倉庫のほか、古代官衙の正倉（穀物倉庫）に使用されたとみられる建物で、校木（あぜぎ）と呼ばれる木材を井桁に組んで積み上げた外壁が特徴である。基礎部の構造には高床建物や土台建物のものが知られる。

## 歴史

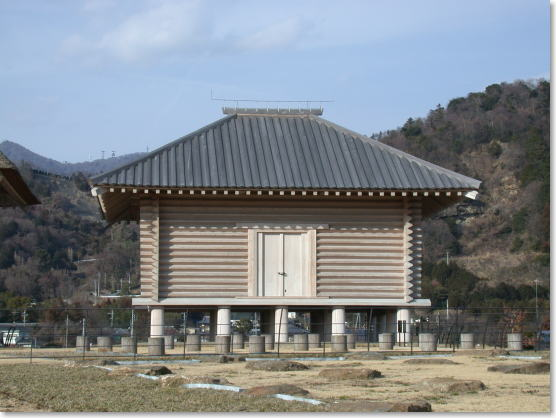
校倉造の高床倉庫として復元された平沢官衙遺跡の正倉（茨城県つくば市平沢）。

校倉造の成立年代は不明であるが、関野貞は『日本書紀』の雄略天皇条にみえる「朝倉の木の丸殿」が原型で、「あさくら」が「あぜくら」に転訛したという説を採っている。また成り立ちについては、高床倉庫から発展したとする説と大陸から渡来したとみる説があるが、律令制と共に普及したことから渡来した建築様式と考えられる。なお、中国の華南の貴州・雲南方面と、東北から高句麗に至る渤海周辺には類似した遺構がある。ただしこれらは校木が丸太であったと考えられ、断面が特異な形状になったのは日本独自の変化と考えられる。
律令制において租税の徴収は重要な制度で、集められた租税は正倉に納められた。そのなかでも主に稲穂（穎・えい）を納めた甲倉と記載される倉庫がある。
甲は「甲=第一」という説、外壁形状から「甲=よろい状」という説、校木の「断面が亀甲」であったことによるとする説などがあるが、いずれにせよ特殊な形状の校木倉を指すと考えられ、これがのちに校倉と呼ばれるようになったと考えられる。「校倉」の名称が確認できるもっとも古い文献資料は『和名類聚抄』の「校倉、蔵穀物也、阿世久良」とされる。
こうした正倉は律令制の衰退と共に失われていったと考えられ、また稲の保存法として俵などの梱包方法が普及したことや、倉の規模が校木の長さにより制限されることなどにより、穀倉として校倉造を採用する理由も失われて、10世紀以降に絶えていったと考えられる。
一方で校倉造のもつ保存性のよさ、あるいは校倉が重要な物資を保存する倉庫の象徴となったことにより、遅くとも奈良時代には宝物の倉庫として用いられ始め、中世以降も宝蔵や経蔵として建てられた。現存する校倉造の遺構はこの用途に供されたものである。

## 構造

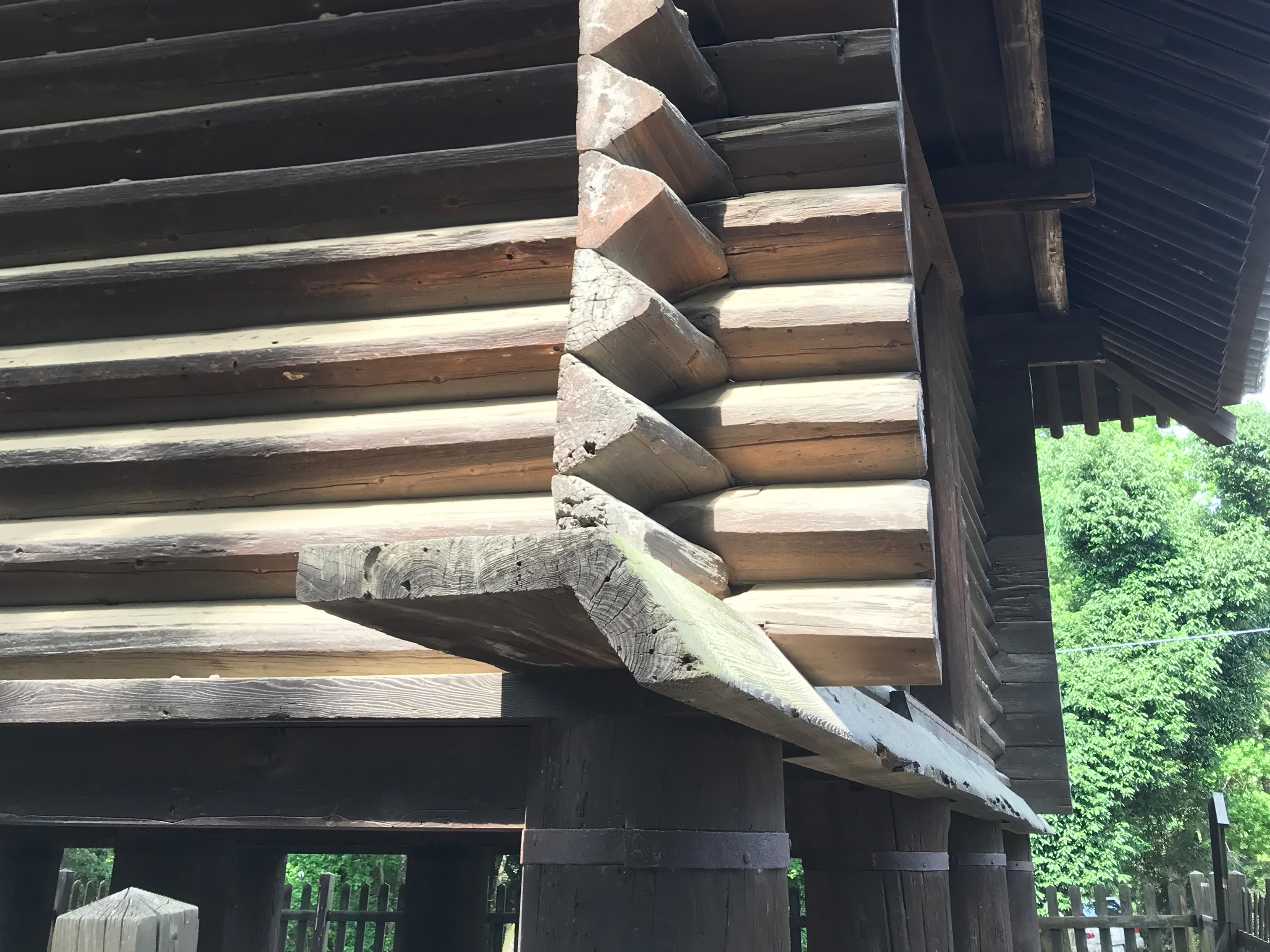
台輪（手向山八幡宮宝庫）。

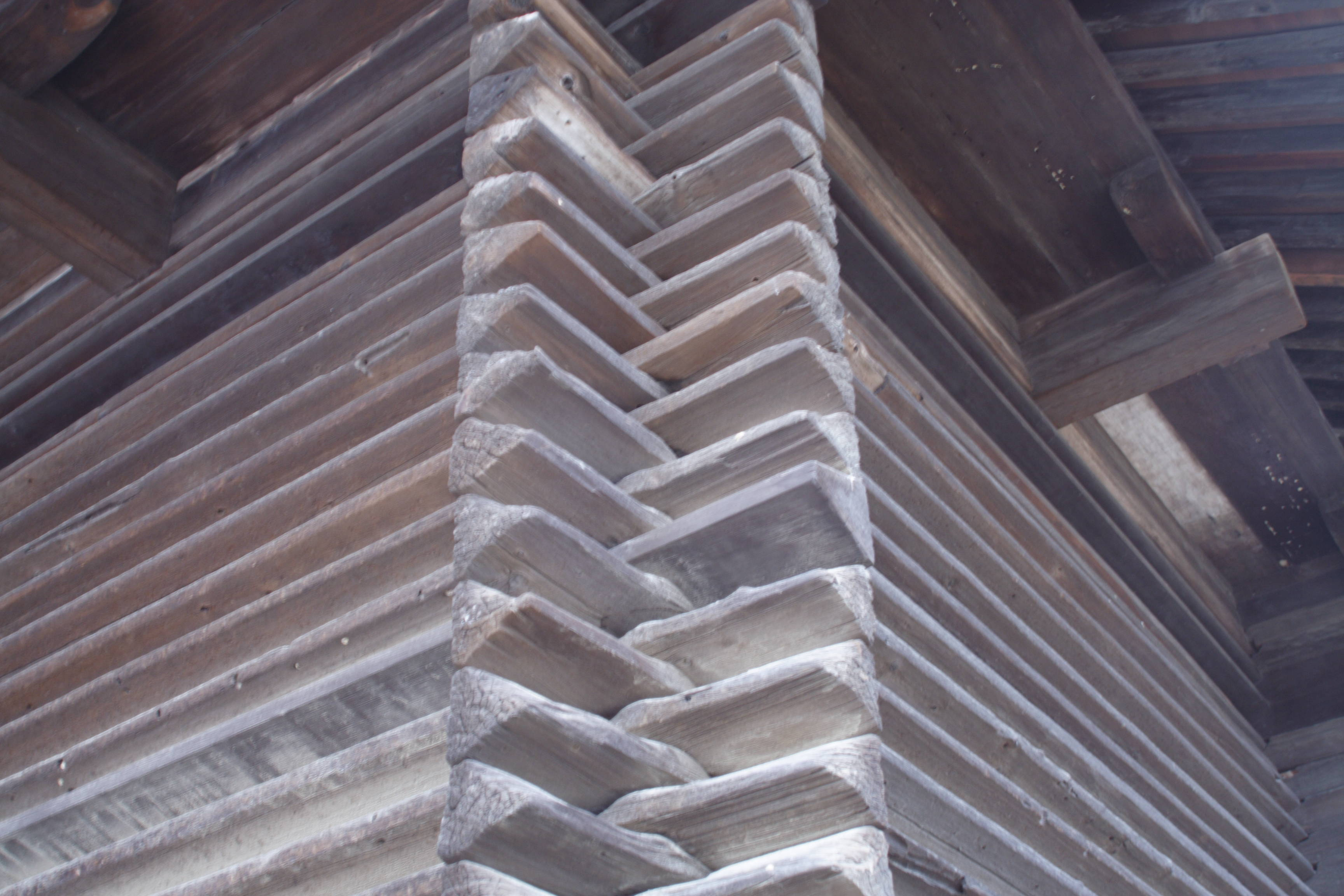
校倉造の外壁。

倉庫であるため、正倉院正倉などのように、湿度管理や害獣・害虫対策で有利な高床建物のものが見られる。
床下は礎石の上に束柱が建ち、その上に台輪（だいわ・床を支える部材）が載る。唐招提寺経蔵など古い遺構では台輪が「へ」の字型をしており、水切りやネズミ返しの名残という説がある。
台輪の上に校木（あぜぎ）と呼ばれる横材を井桁状に組み、それを積み重ねることで外壁を構成する。校木の断面は三角形と言われることもあるが、正確には野球のホームベースに似た変形の五角形もしくはその頂点を面取りした（角を取った）六角形である。外側に稜角部を向けるため外壁は波板状となり、校倉造の特徴となっている。また校木の組み方は古い遺構では直交する校木を段違いに組むが、時代が降ると同じ高さで組まれるようになる。基本的に柱はなく、外壁が構造を兼ねて屋根を支えるが、東照宮上神庫や出雲大社宝庫などの近世の遺構では柱を建て、校木は単に壁仕上げになっているものもある。
なお、『信貴山縁起絵巻』「山崎長者の巻」に描かれた「飛倉」は、校倉造の外壁を持つが、基礎部分には床を浮かせるための柱が描かれていないため高床建物ではなく、「土台（土井・土井桁とも）」と呼ばれる角材を地表面に井桁に組んでその上に校木を積み上げた「土台建物」であると考えられている。
校倉を特徴づける校木の外壁について、従来は外部の気象条件により校木が痩せたり膨れたりすることで室内環境の調節に寄与すると解釈した説が流布していたが、室内外の環境観測により因果関係は否定されている。校木の断面形状については、水切り説や校木の乾燥を促進する説、生産性（丸太を六つ割する）説、穀物の乾燥に寄与する（外部に湿度を逃がしやすい）説などがある。
屋根の構造は、古来は最上段の校木に梁を乗せて屋根を支える質素なものであったが、後世のものは校木の上に組物を乗せ、丸桁を支えるものが現れる。

## 穀倉としての校倉
前述のように校倉は律令制の下で租税を貯蔵する必要に迫られたことから発生したと考えられる。ゆえに、校倉造の考察にあたっては現存しない穀倉（穎倉）としての姿を考慮する必要がある。当時は稲穂をバラ積みで保存していたと考えられており、校木による強固な壁の構造は、貯蔵した稲穂による内部からの圧に耐えるのに適していたからだと考えられている。中に入ると塞と呼ばれる出納に供する小さな作業空間があり、その空間に積み上げた稲穂が崩れ落ちてこないように、板を積み上げて空間を確保していたと考えられる。したがって稲穂の出納は塞に梯子などを据えて高所から行ったと想像されている。唐招提寺経蔵は新田部親王邸にあった穀倉の転用とされるが、梁には梯子を掛けたと思われる穴が残っている。
貯蔵量についてはバラ積みされた稲穂の体積（斛・こく）で記録していたことが文献資料から分かっている。一般的な建造物は柱間寸法（柱と柱の中心間距離）を完数（整数）とするが、校倉は平面形状が単純な矩形かつ内法寸法が完数で、積み上げ高さを測れば簡単に貯蔵量が分かるようになっていたと考えられる。また壁の内部側が平滑であることも、貯蔵法に適っていたと考えられる。

## 代表的な建造物
国宝
- 正倉院正倉 - 奈良時代。元は東大寺の正倉であった倉。北倉・中倉・南倉を合わせて1棟とするが、中倉は校倉ではなく板倉である。
- 東大寺本坊経庫 - 奈良時代。
- 唐招提寺経蔵 - 奈良時代。現存最古の遺構とされる。
- 唐招提寺宝蔵 - 奈良時代。

重要文化財
- 東大寺法華堂経庫 - 平安前期。
- 東大寺勧進所経庫 - 平安前期。
- 手向山神社宝庫 - 奈良時代。元は東大寺にあった油倉だったとされる。
- 談山神社西宝庫 - 江戸前期。
- 談山神社東宝庫 - 江戸前期。
- 教王護国寺宝蔵 - 平安後期。鎌倉時代の再建とされていたが、解体調査により創建当初の遺構であると確認された。東寺の建造物として現存最古。
- 賀茂御祖神社叉蔵 - 江戸前期。
- 石山寺経蔵 - 桃山時代。
- 金剛三昧院経蔵 - 鎌倉前期。
- 出雲大社宝庫 - 江戸中期。
- 日御碕神社神の宮宝庫 - 江戸前期。
- 厳島神社宝蔵 - 室町中期。
- 旧十輪院宝蔵 - 鎌倉前期。 奈良市の十輪院から東京国立博物館の構内に移築。 現存最小で、内部に菩薩や十六善神の壁画がある。
- 東照宮上神庫 - 江戸前期。
- 東照宮中神庫 - 江戸前期。
- 東照宮下神庫 - 江戸前期。
- 輪王寺大猷院霊廟宝庫 - 江戸前期。
- 輪王寺大猷院霊廟銅包宝蔵 - 江戸前期。

都道府県指定有形文化財
- 石清水八幡宮宝蔵 - 江戸中期

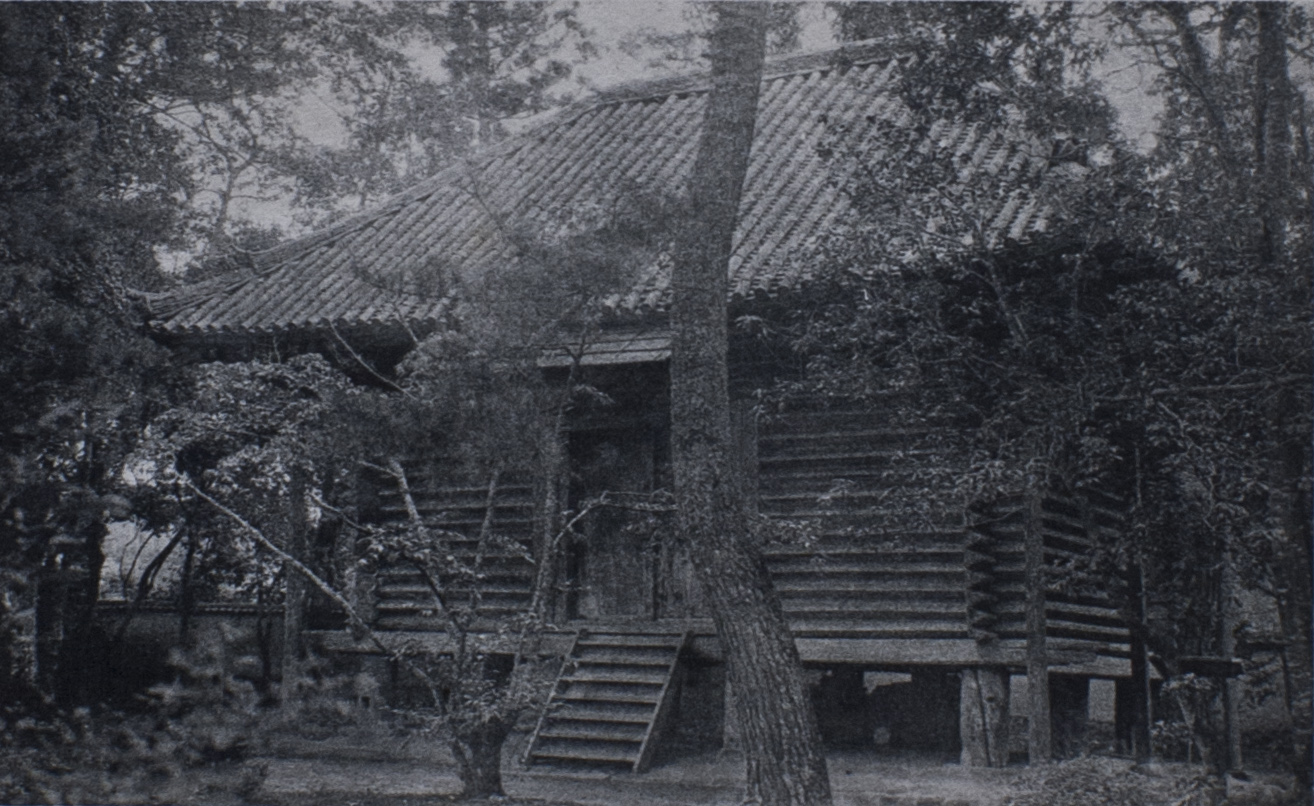
東大寺本坊経庫
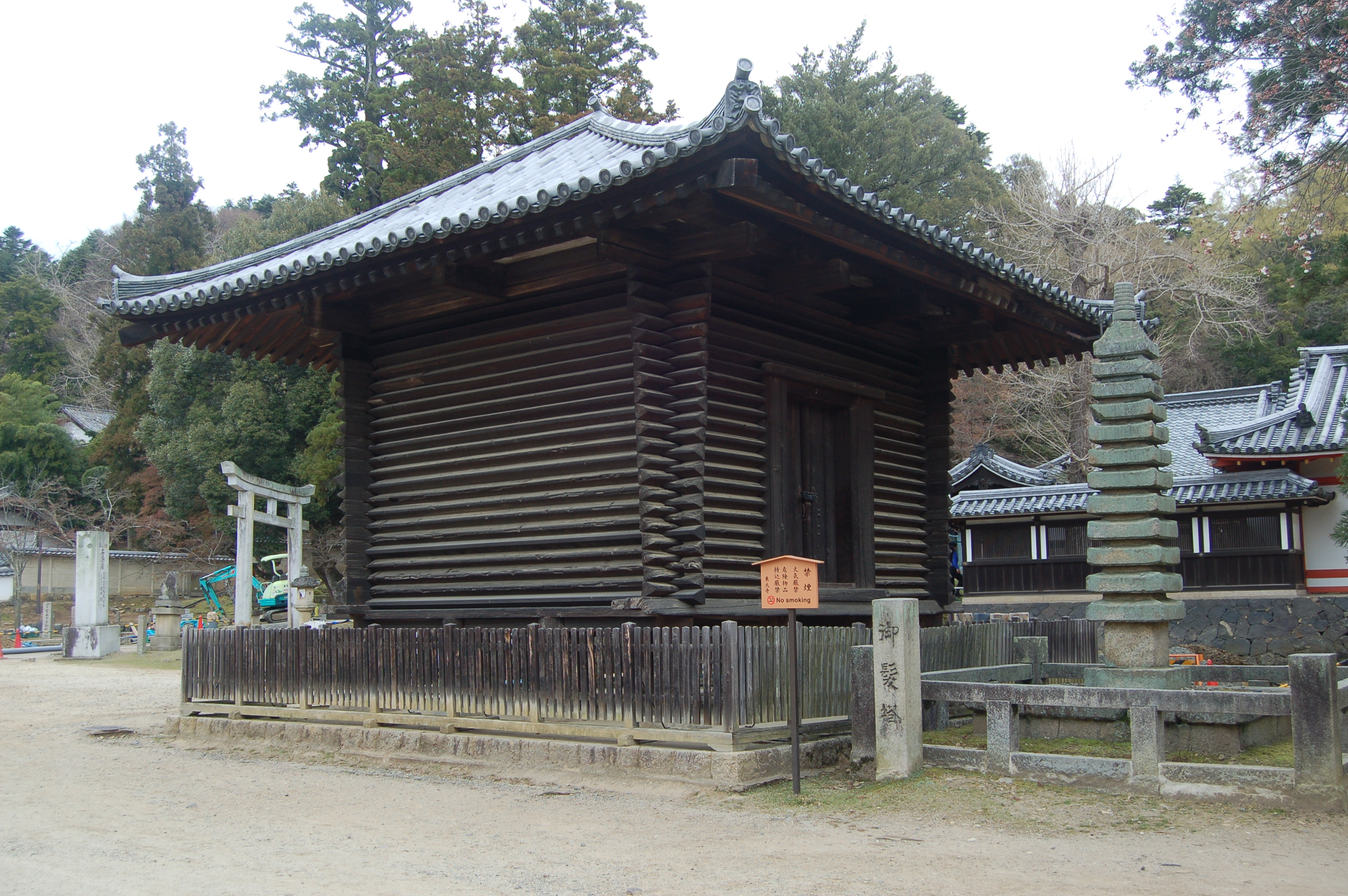
東大寺法華堂経庫
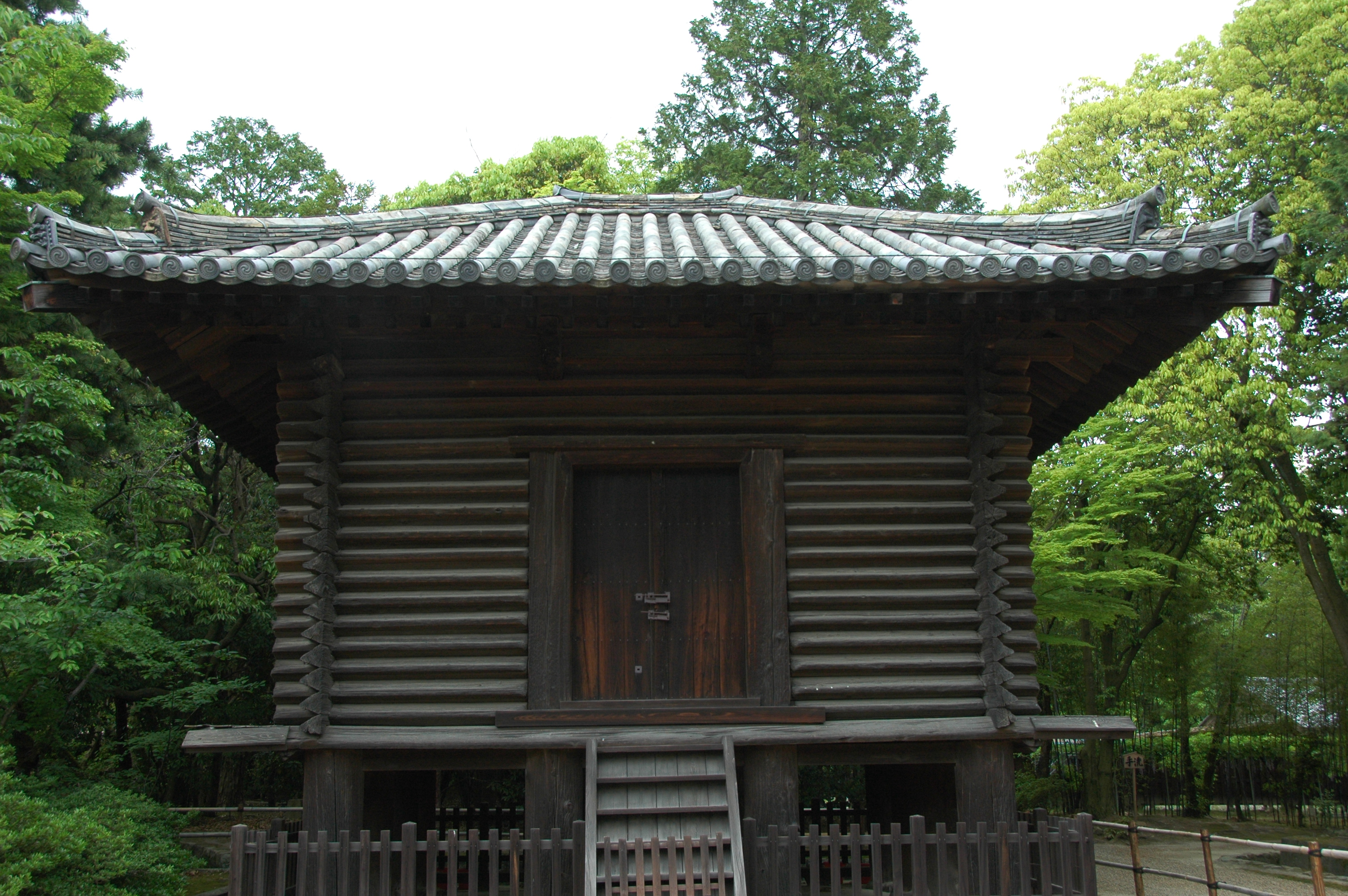
唐招提寺経蔵
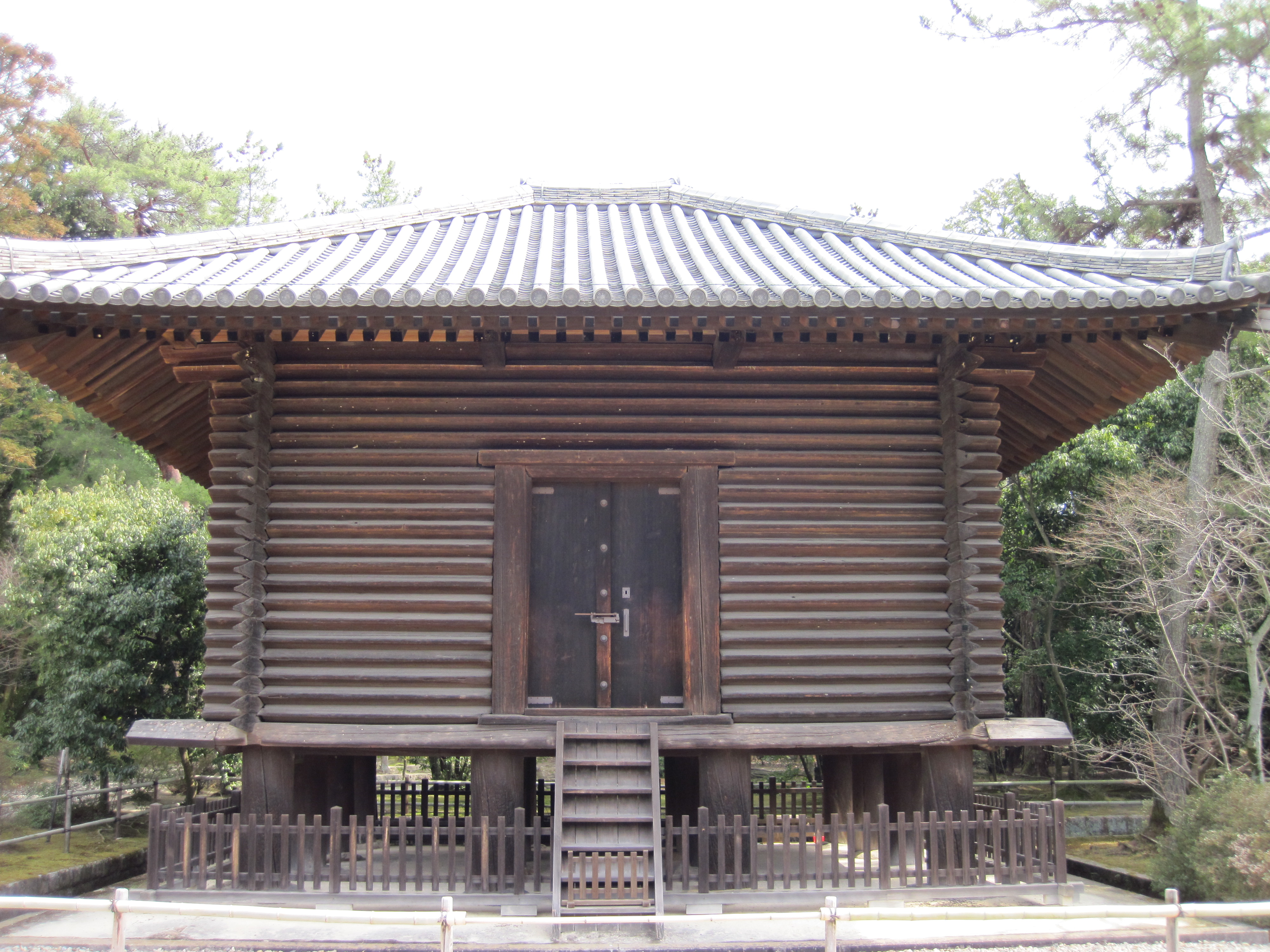
唐招提寺宝蔵
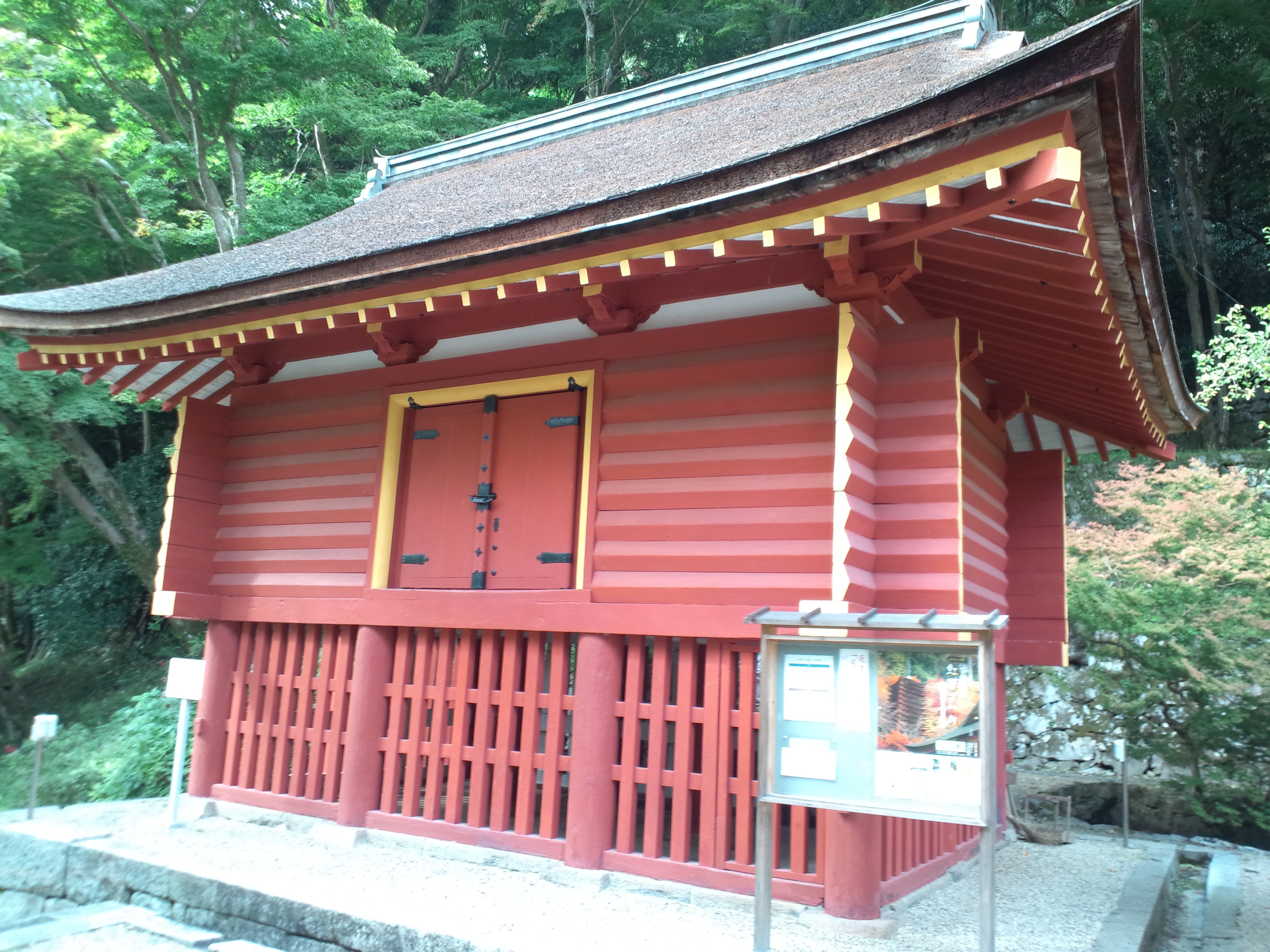
談山神社西宝庫
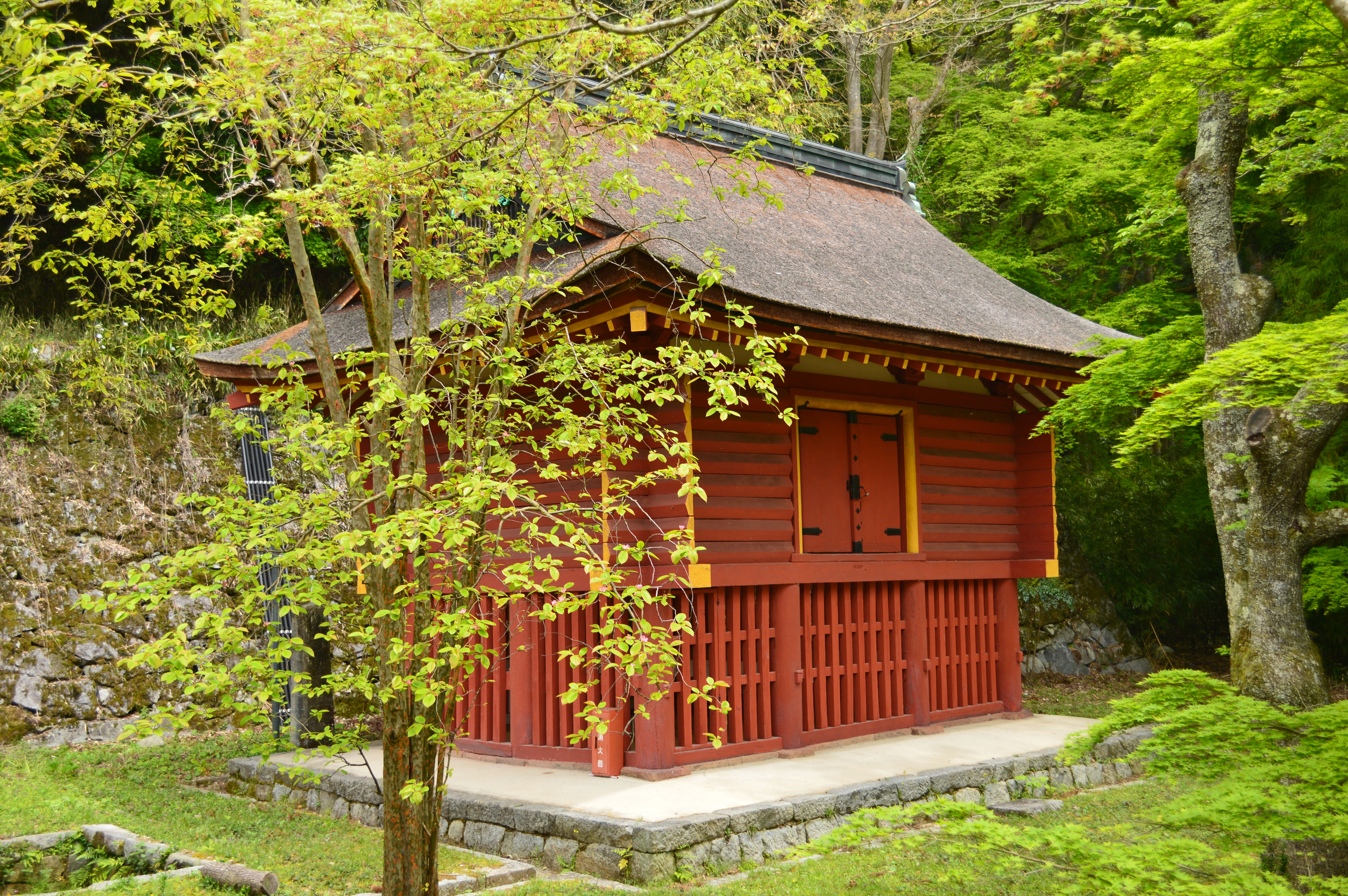
談山神社東宝庫
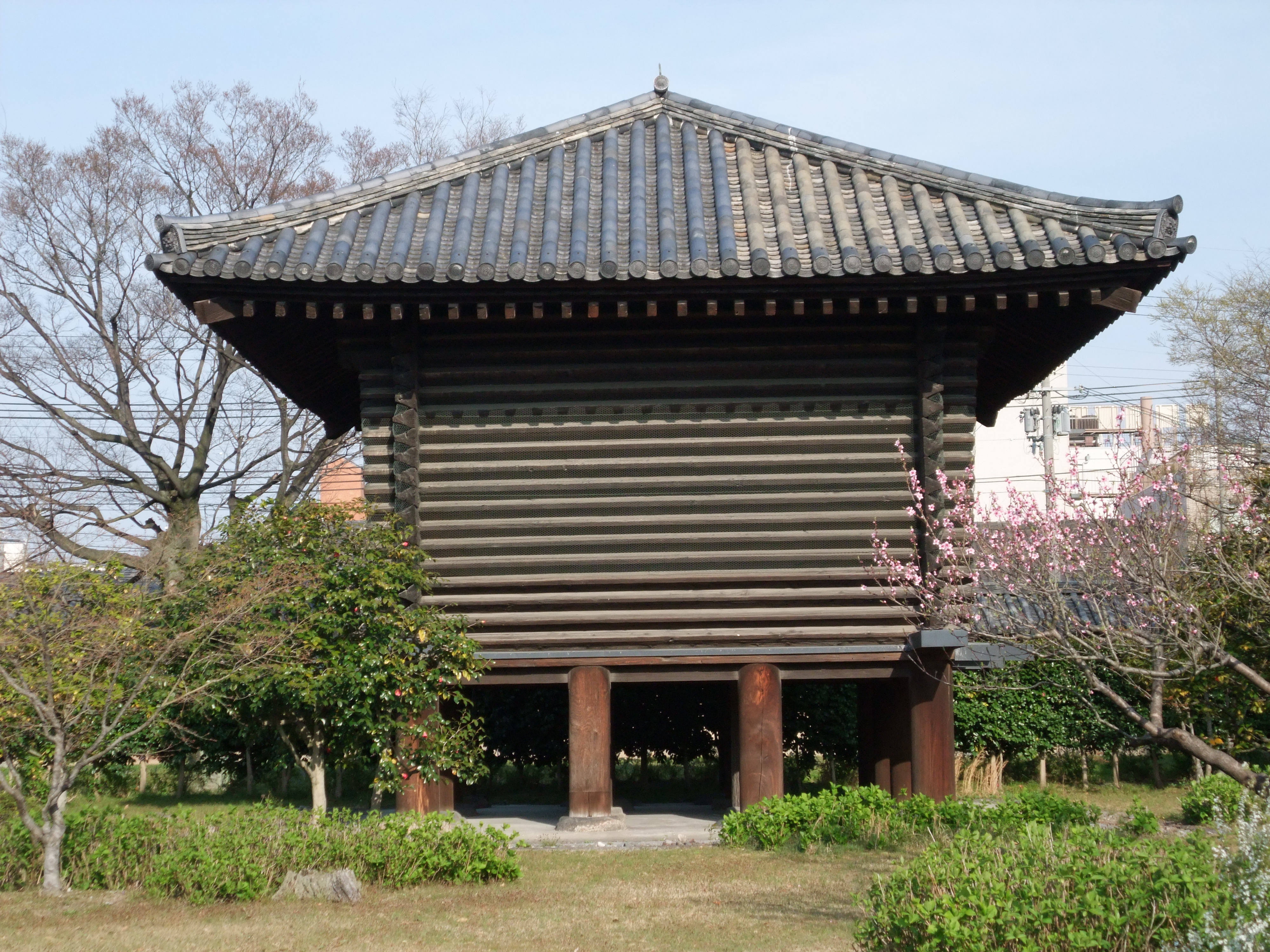
教王護国寺宝蔵
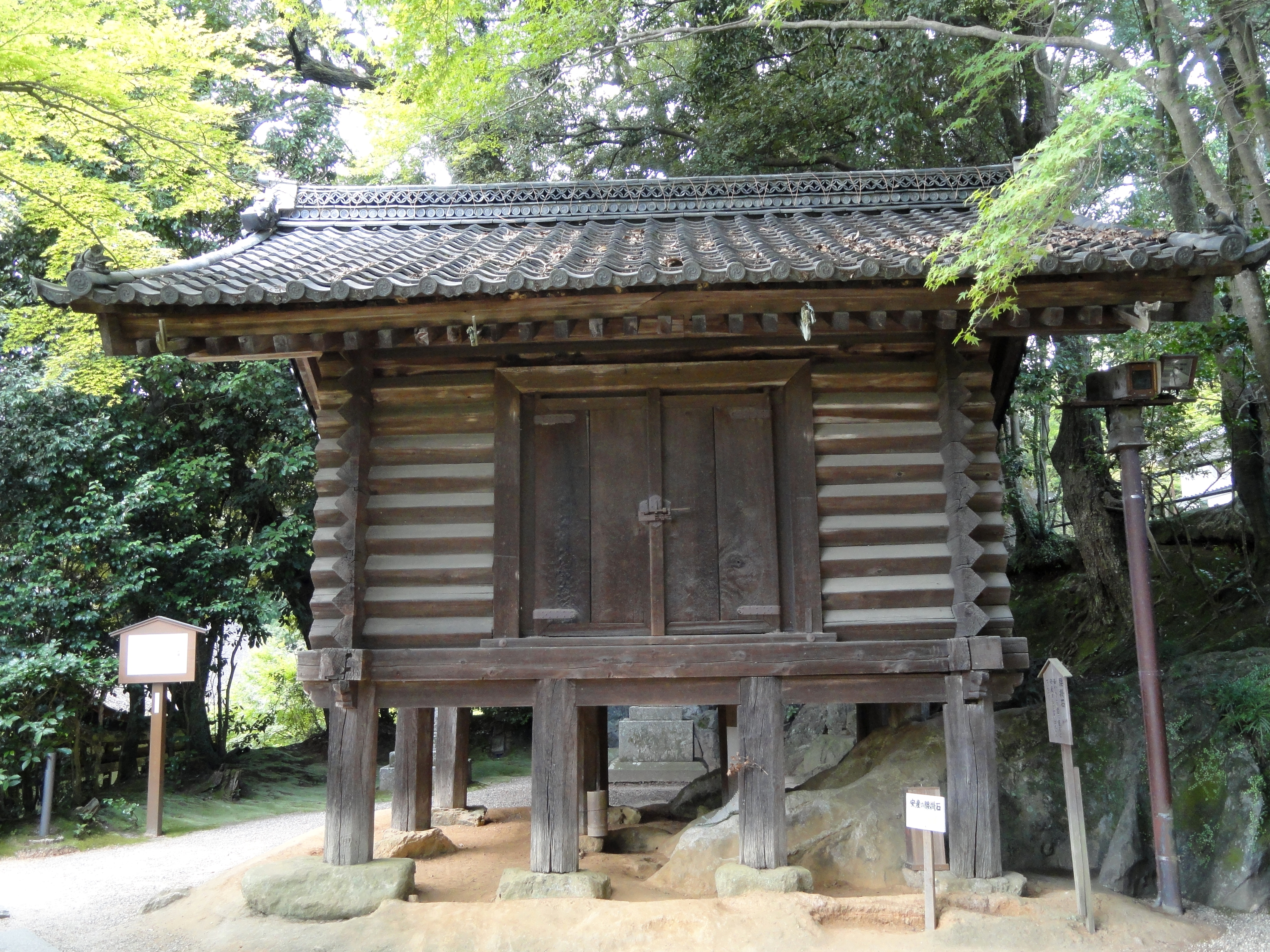
石山寺経蔵
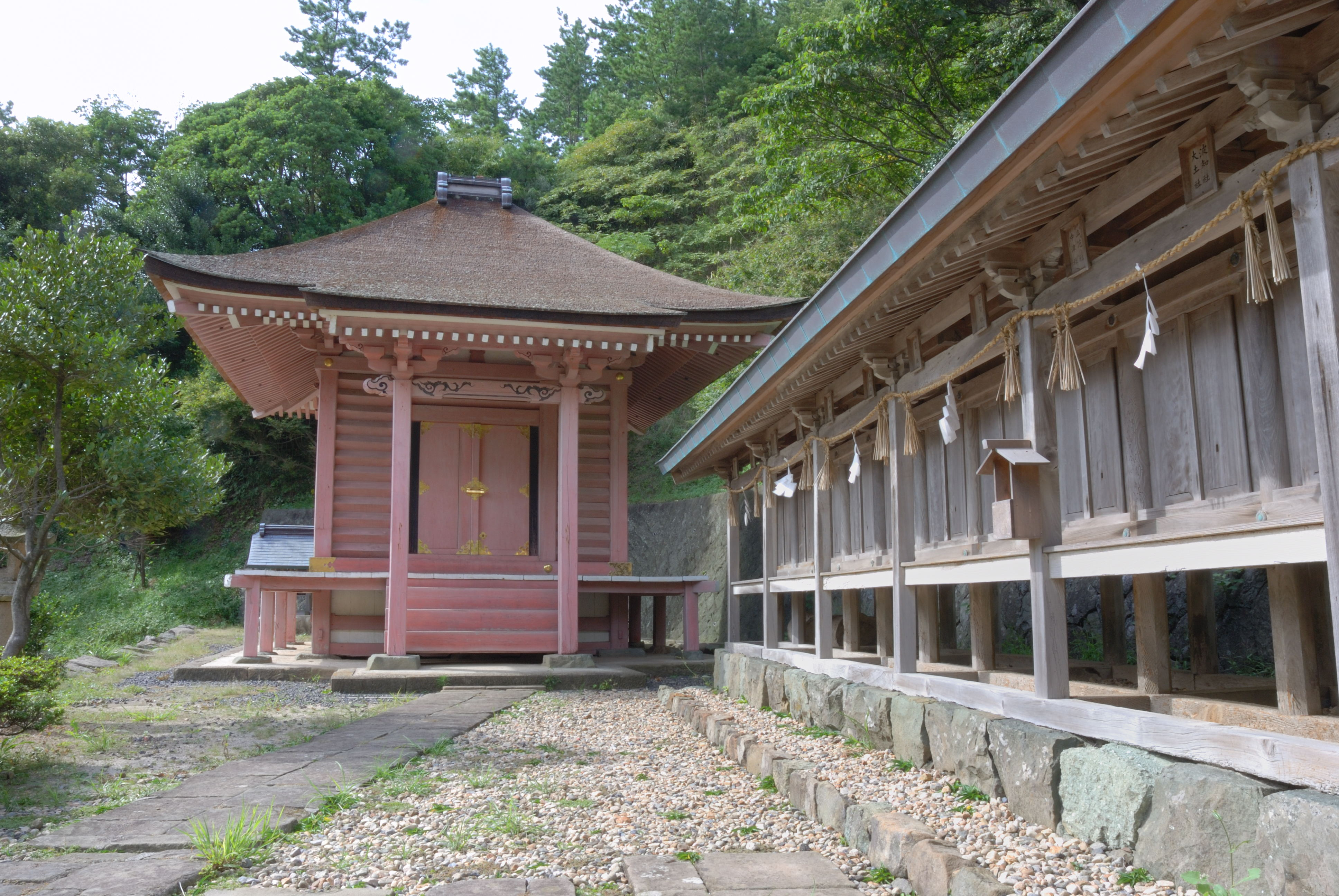
日御碕神社神の宮宝庫
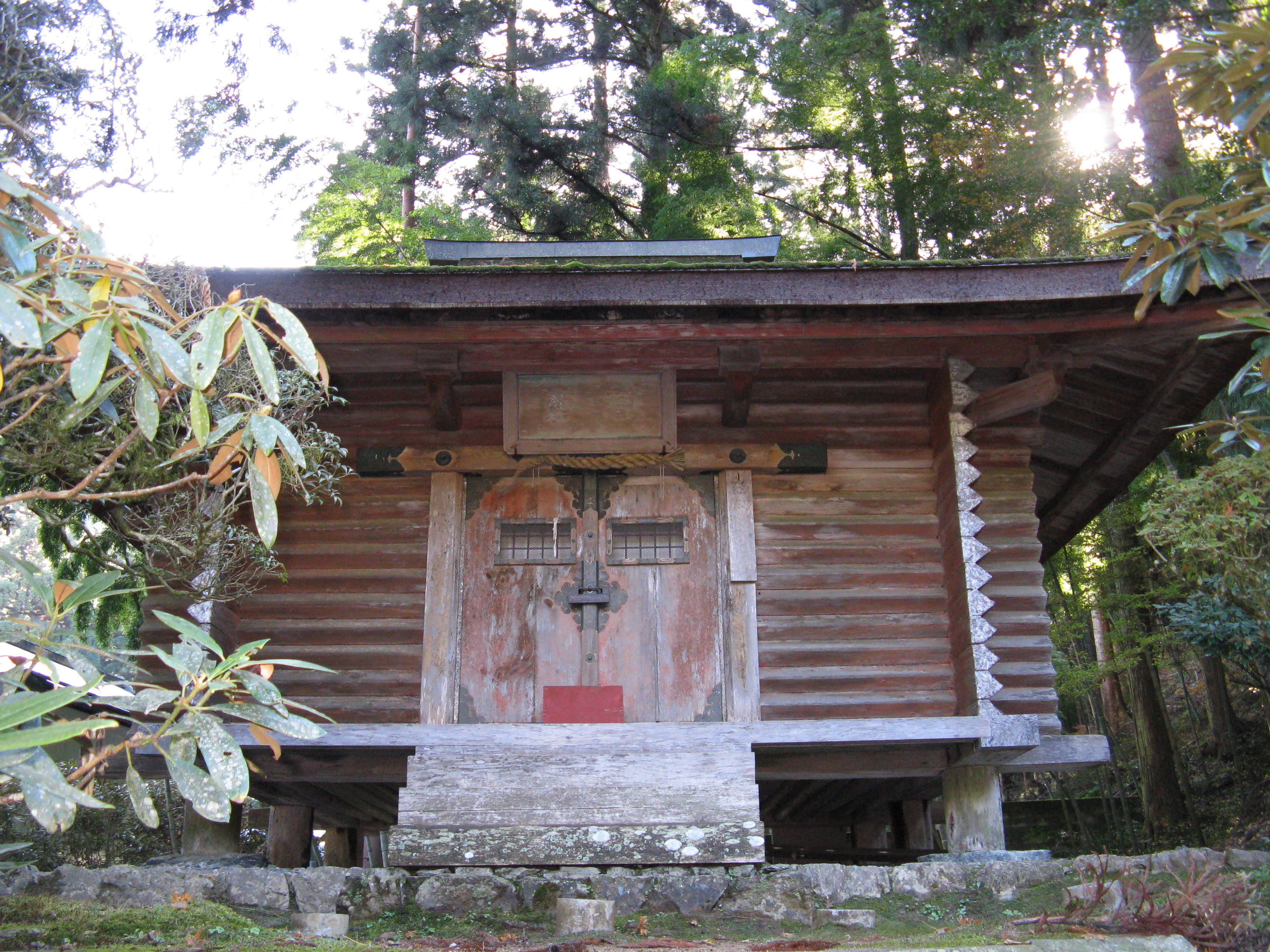
金剛三昧院経蔵
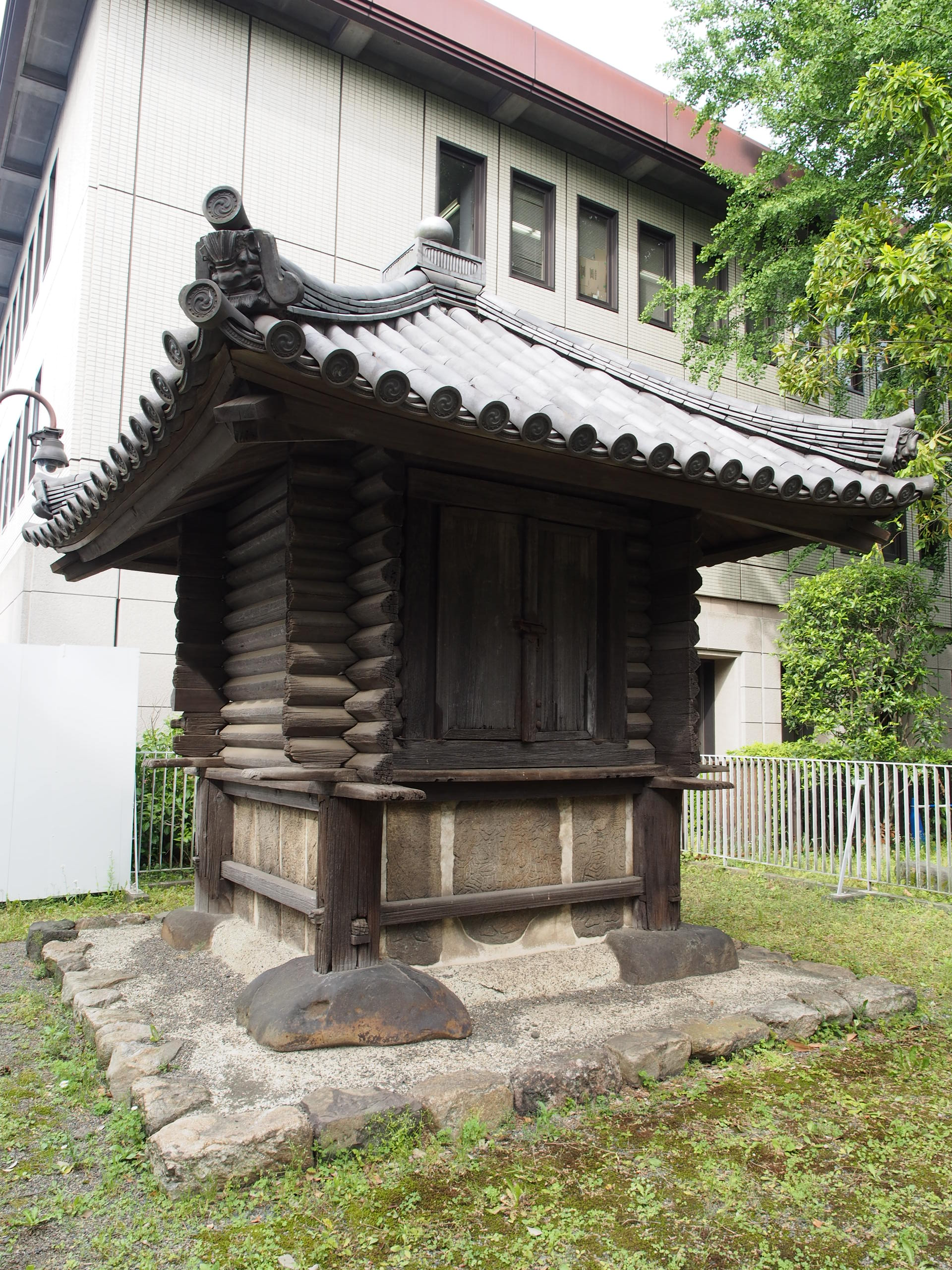
旧十輪院宝蔵
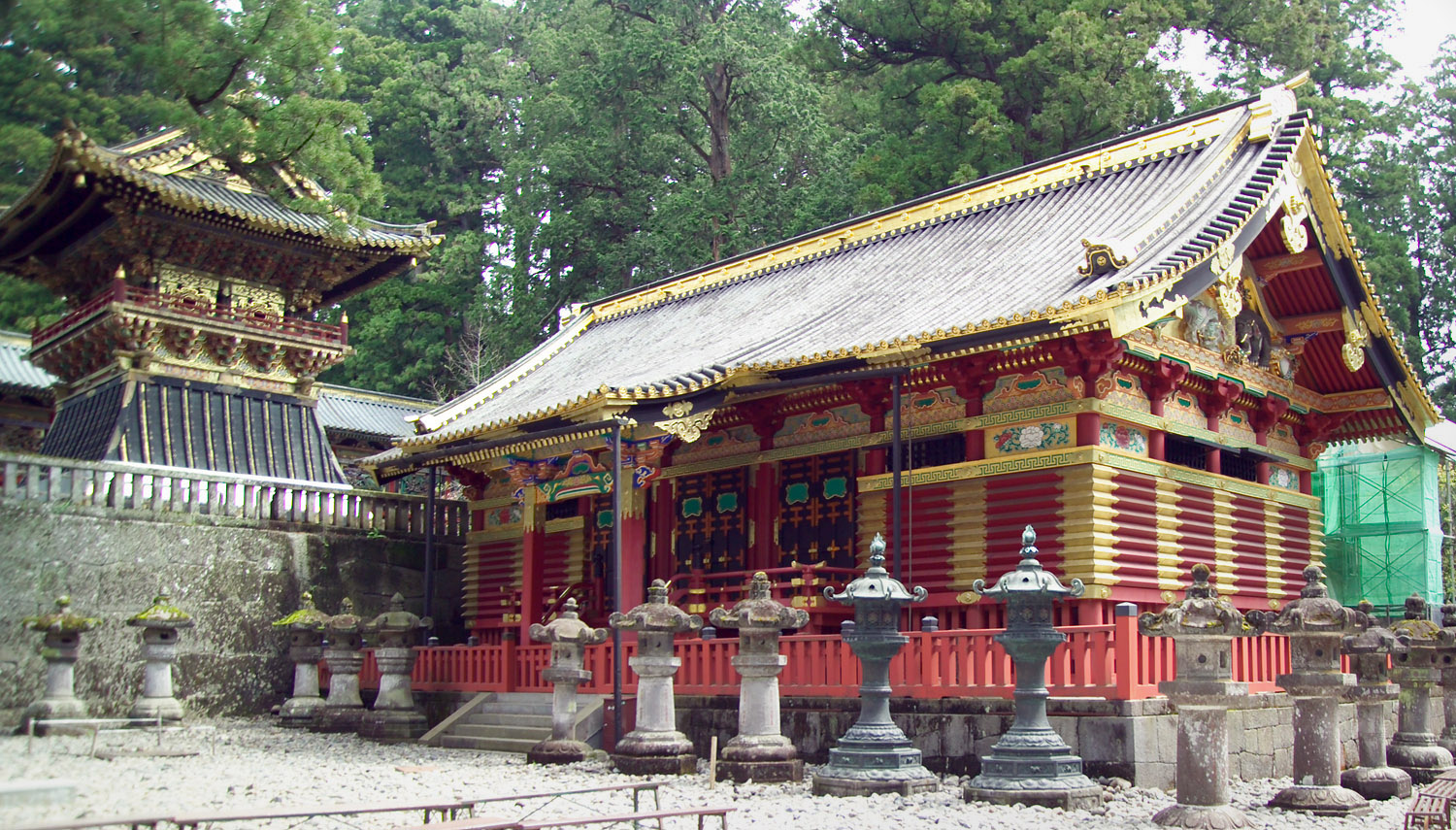
東照宮上神庫
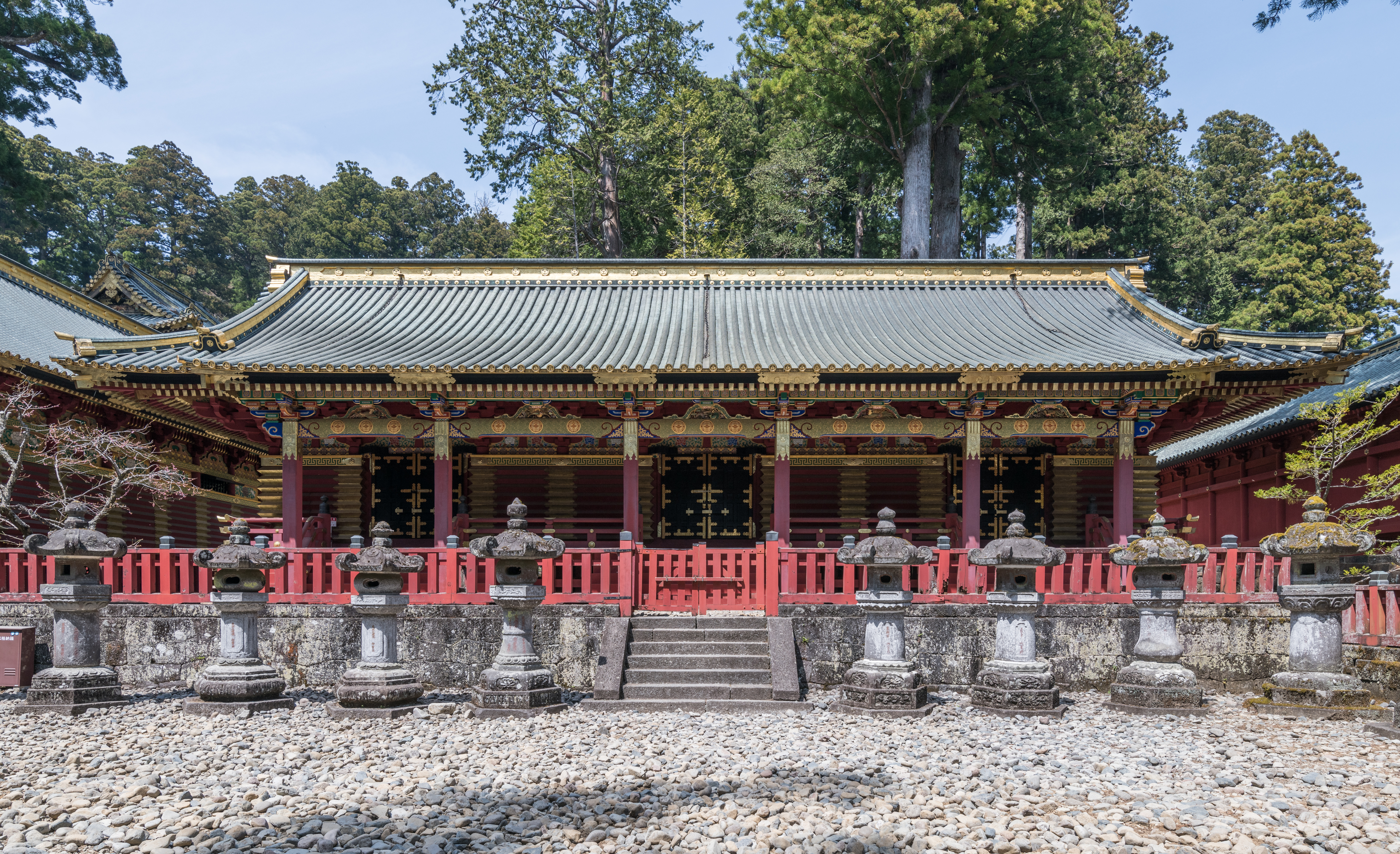
東照宮中神庫
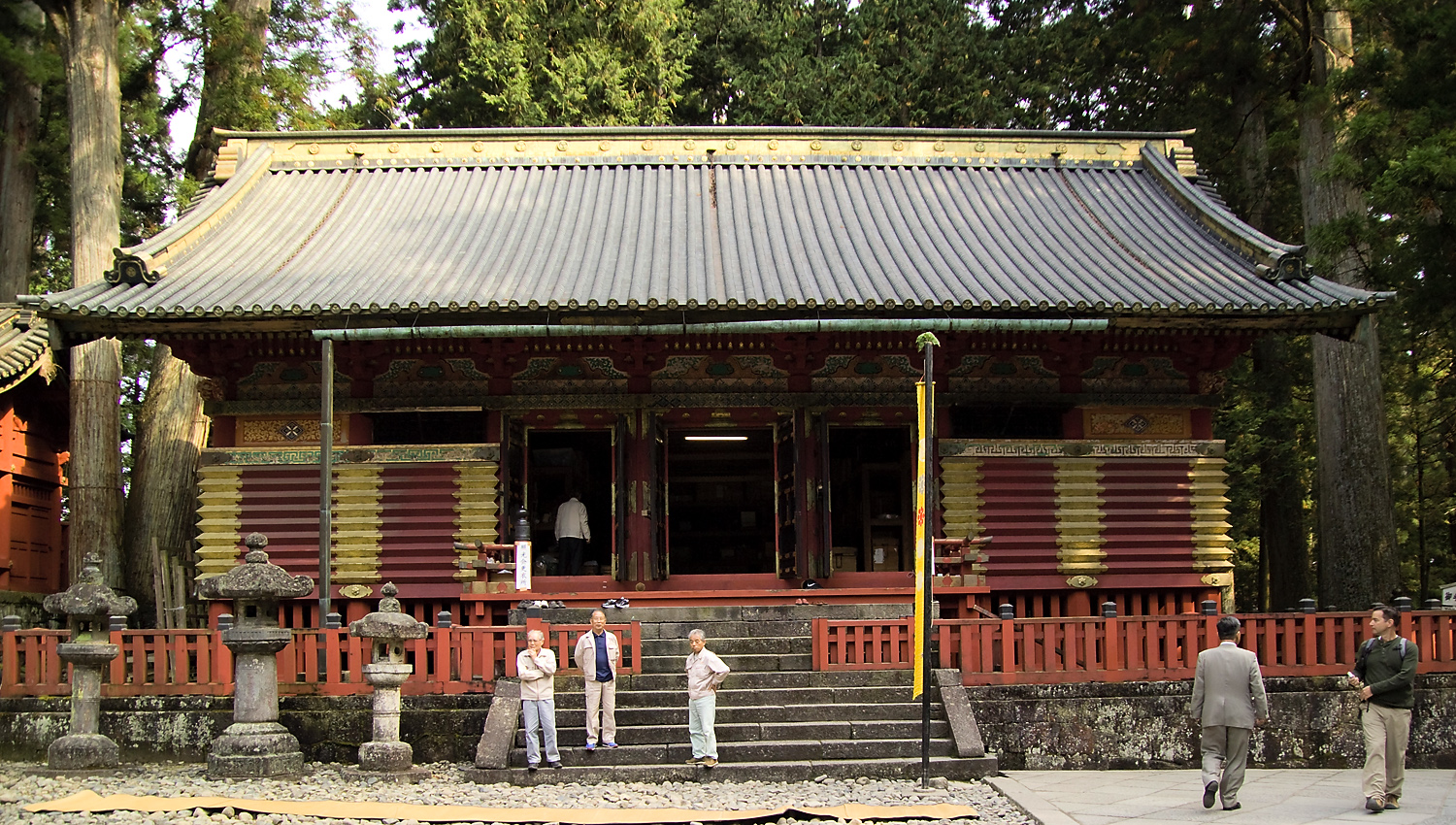
東照宮下神庫